# 维特罗勒-马赛机场站
维特罗勒-马赛机场站，全称为“维特罗勒马赛普罗旺斯机场站”，法语简称为“VAMP”，是法国的一个铁路车站，位于法国东南部市镇维特罗勒境内，因靠近马赛普罗旺斯机场而得名。

## 位置
维特罗勒-马赛机场站位于维特罗勒市区的东部，巴黎－马赛铁路的838.93公里处，距离马赛圣夏尔站大约23公里，距离马赛普罗旺斯机场仅1公里。车站大致呈南北走向，开口朝西。

## 历史
维特罗勒-马赛机场站是一个新的铁路车站，于2008年12月14日投入使用，其前身为几百米外的维特罗勒站，后者和巴黎－马赛铁路同时建成，现已废弃。

## 设施
维特罗勒-马赛机场站设有人工售票窗口，位于车站正对面，其开放时间如下：
- 周一至周五：6:30~13:45和14:00~21:15
- 周末及节假日：12:30~19:30

此外，维特罗勒-马赛机场站入口处还设有自动售票机，可出售有效期为7天的TER列车车票。

## 停靠线路
以下列车线路在维特罗勒-马赛机场站停靠：
| 维特罗勒-马赛机场站列车线路表                        |      |         |                         |              |
| 线路                                                 | 车种 | 上一站  | 下一站                  | 大致运行频率 |
| Lyon-Part-Dieu/Valence-Ville—Marseille-Saint-Charles | TER  | Miramas | Marseille-Saint-Charles | 每天8趟左右  |
| Valence-Ville→Marseille-Saint-Charles                | TER  | Rognac  | Pas-des-Lanciers        | 每天1班      |
| Avignon-Centre—Marseille-Saint-Charles               | TER  | Rognac  | Pas-des-Lanciers        | 每天8趟左右  |
| Avignon-Centre/Miramas—Toulon                        | TER  | Rognac  | Pas-des-Lanciers        | 每天2趟      |
| Avignon-TGV/Avignon-Centre—Marseille-Saint-Charles   | TER  | Rognac  | Pas-des-Lanciers        | 每天12趟左右 |
| Port-Bou/Narbonne/Nîmes—Marseille-Saint-Charles      | TER  | Miramas | Marseille-Saint-Charles | 每天6趟左右  |
| 1. 2. 3. 4.                                          |      |         |                         |              |

## 配套交通

### 长途客车
| 停靠维特罗勒-马赛机场站的大巴车 |                             |                                                                        |
| 上下车地点                      | 运营单位                    | 主要线路及目的地                                                       |
| 维特罗勒-马赛机场站门口         | Navette Aéroport 机场摆渡车 | 马赛普罗旺斯机场                                                       |
| 维特罗勒-马赛机场站门口         | SNCF Car TER                | （当某条铁路线施工或罢工时，SNCF可能会提供途径该线路沿途站点的大巴车） |
| 1. 2.                           |                             |                                                                        |

### 市内交通
| 维特罗勒-马赛机场站附近的市内公共交通线路                           |                         |                                                           |
| 公交车站名称                                                        | 位置                    | 停靠线路                                                  |
| VITROLLES - Gare Aéroport-Marseille-Provence 维特罗勒马赛机场火车站 | 维特罗勒-马赛机场站门口 | - 10路：VITROLLES-Les Vignettes ↔ VITROLLES-Vieux Village |
| 1. 2.                                                               |                         |                                                           |

### 社会车辆
维特罗勒-马赛机场站前方设有大型付费社会车辆停车场。

## 临近车站
| 维特罗勒-马赛机场站（Gare de Vitrolles-Aéroport-Marseille-Provence） |                |              |
| 上行车站                                                             | 线路           | 下行车站     |
| 罗尼亚克站                                                           | 巴黎－马赛铁路 | 帕德朗西耶站 |
| - 本表仅显示运营中的线路及车站                                       |                |              |